# Dyskografia Westlife
Artykuł przedstawia całkowitą dyskografię irlandzkiego zespołu Westlife. Boysband wydał siedem albumów studyjnych, dwadzieścia siedem singli oraz trzydzieści osiem teledysków dzięki wytwórni Sony BMG.

## Albumy

### Albumy studyjne
| Rok  | Album                                                     | Najwyższa pozycja | Najwyższa pozycja | Najwyższa pozycja | Najwyższa pozycja | Najwyższa pozycja | Najwyższa pozycja | Najwyższa pozycja | Najwyższa pozycja | Najwyższa pozycja | Najwyższa pozycja | Najwyższa pozycja | Certyfikat                                                                                 |
| Rok  | Album                                                     | IRE               | AUS               | AUT               | BEL               | DEN               | NLD               | NZ                | NOR               | SWE               | SWI               | UK                | Certyfikat                                                                                 |
| ---- | --------------------------------------------------------- | ----------------- | ----------------- | ----------------- | ----------------- | ----------------- | ----------------- | ----------------- | ----------------- | ----------------- | ----------------- | ----------------- | ------------------------------------------------------------------------------------------ |
| 1999 | Westlife - Wydany: 1 listopada 1999 - Format: CD          | 1                 | 15                | –                 | 5                 | –                 | 8                 | 5                 | 1                 | 5                 | 25                | 2                 | - : 4× Platyna - : 2× Platyna - : Złoto - : 3× Platyna - : Platyna                         |
| 2000 | Coast to Coast - Wydany: 6 listopada 2000 - Format: CD    | 1                 | 45                | 59                | 17                | 27                | 13                | 2                 | 6                 | 3                 | 38                | 1                 | - : 6× Platyna - : 2× Platyna - : Złoto - : Platyna - : Platyna - : Platyna - : 4× Platyna |
| 2001 | World of our Own - Wydany: 12 listopada 2001 - Format: CD | 1                 | –                 | 9                 | 8                 | 3                 | 10                | 3                 | 7                 | 1                 | 19                | 1                 | - : 4× Platyna - : 2× Platyna - : Platyna - : Platyna - : Platyna - : 2×Platyna            |
| 2003 | Turnaround - Wydany: 24 listopada 2003 - Format: CD       | 1                 | –                 | 42                | –                 | 4                 | 33                | 42                | 37                | 5                 | 24                | 1                 | - : Platyna - : Platyna - : Złoto - : Złoto                                                |
| 2005 | Face to Face - Wydany: 31 października 2005 - Format: CD  | 1                 | 1                 | –                 | –                 | 19                | 30                | –                 | 7                 | 9                 | 14                | 1                 | - : 4× Platyna - : Platyna - : 8x Platyna - : Platyna - : Złoto                            |
| 2007 | Back Home - Wydany: 5 listopada 2007 - Format: CD         | 1                 | 14                | 65                | –                 | –                 | 48                | 12                | 18                | 33                | 19                | 1                 | - : Platyna - : Platyna - : 5x Platyna - : Złoto - : Złoto                                 |
| 2009 | Where We Are - Wydany: 30 listopada 2009 - Format: CD     | 2                 | –                 | 53                | –                 | –                 | –                 | 13                | –                 | 8                 | 25                | 2                 | - : 2× Platyna - : 3× Platyna - : Złoto - : Złoto                                          |
| 2009 | Gravity - Wydany: 22 listopada 2010 - Format: CD          | 1                 | –                 | –                 | –                 | –                 | 76                | 22                | –                 | 46                | 50                | 3                 | - : 2× Platyna                                                                             |

### Kompilacje
| Rok  | Album                                                                           | Najwyższa pozycja | Najwyższa pozycja | Najwyższa pozycja | Najwyższa pozycja | Najwyższa pozycja | Najwyższa pozycja | Najwyższa pozycja | Najwyższa pozycja | Najwyższa pozycja | Najwyższa pozycja | Najwyższa pozycja | Certyfikat                                                                            |
| Rok  | Album                                                                           | IRE               | AUS               | AUT               | BEL               | DEN               | NLD               | NZ                | NOR               | SWE               | SWI               | UK                | Certyfikat                                                                            |
| ---- | ------------------------------------------------------------------------------- | ----------------- | ----------------- | ----------------- | ----------------- | ----------------- | ----------------- | ----------------- | ----------------- | ----------------- | ----------------- | ----------------- | ------------------------------------------------------------------------------------- |
| 2002 | Unbreakable – The Greatest Hits Vol. 1 - Wydany: 11 listopada 2002 - Format: CD | 1                 | 66                | 14                | 27                | 4                 | 3                 | 1                 | 10                | 2                 | 14                | 1                 | - : 4× Platyna - : 2× Platyna - : Platyna - : Złoto - : Złoto - : Platyna - : Platyna |

### Albumy tribute
| Rok  | Album                                                        | Najwyższa pozycja | Najwyższa pozycja | Najwyższa pozycja | Najwyższa pozycja | Najwyższa pozycja | Najwyższa pozycja | Najwyższa pozycja | Najwyższa pozycja | Najwyższa pozycja | Najwyższa pozycja | Najwyższa pozycja | Certyfikat                                                                     |
| Rok  | Album                                                        | IRE               | AUS               | AUT               | BEL               | DEN               | NLD               | NZ                | NOR               | SWE               | SWI               | UK                | Certyfikat                                                                     |
| ---- | ------------------------------------------------------------ | ----------------- | ----------------- | ----------------- | ----------------- | ----------------- | ----------------- | ----------------- | ----------------- | ----------------- | ----------------- | ----------------- | ------------------------------------------------------------------------------ |
| 2004 | Allow Us to Be Frank - Wydany: 6 listopada 2004 - Format: CD | 1                 | –                 | –                 | 25                | 15                | 32                | –                 | –                 | 5                 | 75                | 3                 | - : 2× Platyna                                                                 |
| 2006 | The Love Album - Wydany: 20 listopada 2006 - Format: CD      | 1                 | 11                | 49                | –                 | –                 | 49                | 2                 | 1                 | 3                 | 27                | 1                 | - : 3× Platna - : Platyna - : Platyna - : 10x Platyna - : Złoto - : 3x Platyna |

## EP
- Swear It Again
- World of Our Own

## Single
| Rok  | Tytuł                                              | Najwyższa pozycja | Najwyższa pozycja | Najwyższa pozycja | Najwyższa pozycja | Najwyższa pozycja | Najwyższa pozycja | Najwyższa pozycja | Najwyższa pozycja | Najwyższa pozycja | Certyfikaty             | Album                                  |
| Rok  | Tytuł                                              | IRE               | AUS               | BEL               | DEN               | NLD               | NZ                | NOR               | SWE               | UK                | Certyfikaty             | Album                                  |
| ---- | -------------------------------------------------- | ----------------- | ----------------- | ----------------- | ----------------- | ----------------- | ----------------- | ----------------- | ----------------- | ----------------- | ----------------------- | -------------------------------------- |
| 1999 | „Swear It Again”                                   | 1                 | 12                | 10                | –                 | 27                | 1                 | –                 | 12                | 1                 | - : Złoto - : Złoto     | Westlife                               |
| 1999 | „If I Let You Go”                                  | 1                 | 13                | 7                 | –                 | 19                | 8                 | 1                 | 6                 | 1                 | - : Srebro - : Złoto    | Westlife                               |
| 1999 | „Flying Without Wings”                             | 1                 | 31                | 7                 | –                 | 17                | 6                 | 7                 | 12                | 1                 | - : Srebro              | Westlife                               |
| 1999 | „I Have a Dream”/ „Seasons in the Sun”             | 1                 | –                 | –                 | –                 | –                 | 10                | 10                | 15                | 1                 | - : Platyna             | Westlife                               |
| 2000 | „Fool Again”                                       | 2                 | –                 | 38                | –                 | 23                | –                 | –                 | 5                 | 1                 |                         | Westlife                               |
| 2000 | „Against All Odds” (z Mariah Carey)                | 1                 | 52                | 50                | –                 | 29                | –                 | –                 | 3                 | 1                 |                         | Coast to Coast                         |
| 2000 | „My Love”                                          | 1                 | 36                | 6                 | –                 | 9                 | 3                 | 3                 | 1                 | 1                 |                         | Coast to Coast                         |
| 2000 | „What Makes a Man”                                 | 2                 | –                 | –                 | –                 | –                 | –                 | –                 | –                 | 2                 | - : Złoto               | Coast to Coast                         |
| 2001 | „Uptown Girl”                                      | 1                 | 6                 | 5                 | 2                 | 2                 | 4                 | 3                 | 2                 | 1                 | - : Platyna - : Platyna | Coast to Coast                         |
| 2001 | „Queen of My Heart”                                | 1                 | –                 | 14                | 15                | 12                | 4                 | 12                | 3                 | 1                 | - : Srebro              | World of Our Own                       |
| 2002 | „World of Our Own”                                 | 3                 | 21                | –                 | 5                 | 29                | 6                 | 13                | 11                | 1                 | - : Srebro              | World of Our Own                       |
| 2002 | „Bop Bop Baby”                                     | 4                 | 55                | 50                | 3                 | 23                | 21                | –                 | 16                | 5                 |                         | World of Our Own                       |
| 2002 | „Unbreakable”                                      | 1                 | –                 | 10                | 6                 | 19                | 44                | 9                 | 5                 | 1                 | - : Srebro              | Unbreakable – The Greatest Hits Vol. 1 |
| 2003 | „Tonight/Miss You Nights”                          | 1                 | –                 | 4                 | 10                | 55                | –                 | –                 | 1                 | 3                 |                         | Unbreakable – The Greatest Hits Vol. 1 |
| 2003 | „Hey Whatever”                                     | 2                 | –                 | –                 | 2                 | 30                | 39                | –                 | 5                 | 4                 |                         | Turnaround                             |
| 2003 | „Mandy”                                            | 1                 | –                 | 50                | 2                 | 27                | –                 | 15                | 4                 | 1                 |                         | Turnaround                             |
| 2004 | „Obvious”                                          | 3                 | –                 | –                 | 7                 | 44                | –                 | –                 | 25                | 3                 |                         | Turnaround                             |
| 2005 | „You Raise Me Up”                                  | 1                 | 3                 | –                 | –                 | 47                | –                 | 3                 | 7                 | 1                 | - : Platyna             | Face to Face                           |
| 2005 | „When You Tell Me That You Love Me” (z Diana Ross) | 2                 | –                 | –                 | –                 | 45                | –                 | –                 | –                 | 2                 |                         | Face to Face                           |
| 2006 | „Amazing”                                          | 3                 | 34                | –                 | –                 | –                 | –                 | –                 | 36                | 4                 |                         | Face to Face                           |
| 2006 | „The Rose”                                         | 1                 | 67                | –                 | –                 | –                 | –                 | –                 | 4                 | 1                 |                         | The Love Album                         |
| 2007 | „Home”                                             | 2                 | –                 | –                 | –                 | –                 | –                 | 7                 | 8                 | 3                 |                         | Back Home                              |
| 2008 | „Us Against the World”                             | 6                 | –                 | –                 | –                 | –                 | –                 | –                 | –                 | 8                 |                         | Back Home                              |
| 2009 | „What About Now”                                   | 2                 | –                 | –                 | –                 | –                 | –                 | –                 | 13                | 2                 | - : Srebro              | Where We Are                           |
| 2010 | „Safe”                                             |                   |                   |                   |                   |                   |                   |                   |                   |                   |                         | Gravity                                |

### Wydane poza Wielką Brytanią
| Rok  | Tytuł                            | Najwyższa pozycja | Najwyższa pozycja | Najwyższa pozycja | Najwyższa pozycja | Najwyższa pozycja | Najwyższa pozycja | Najwyższa pozycja | Najwyższa pozycja | Album                |
| Rok  | Tytuł                            | AUS               | IRE               | BEL               | DEN               | NLD               | NZ                | SWE               | UK                | Album                |
| ---- | -------------------------------- | ----------------- | ----------------- | ----------------- | ----------------- | ----------------- | ----------------- | ----------------- | ----------------- | -------------------- |
| 2001 | „I Lay My Love on You”           | 29                | –                 | 35                | –                 | 12                | 24                | 10                | –                 | Coast to coast       |
| 2001 | „When You’re Looking Like That”  | 19                | –                 | 19                | 6                 | 23                | 30                | 9                 | 188               | Coast to coast       |
| 2004 | „Smile”                          | –                 | –                 | –                 | –                 | –                 | –                 | 37                | –                 | Allow Us to be Frank |
| 2004 | „Ain’t That a Kick in the Head?” | –                 | –                 | 47                | 5                 | 41                | –                 | 20                | –                 | Allow Us to be Frank |
| 2008 | „Something Right”                | 92                | 43                | –                 | –                 | –                 | –                 | 46                | –                 | Back Home            |

### Gościnne występy
| Rok  | Tytuł                               | Najwyższa pozycja | Najwyższa pozycja | Najwyższa pozycja | Najwyższa pozycja | Najwyższa pozycja | Najwyższa pozycja | Najwyższa pozycja | Najwyższa pozycja | Najwyższa pozycja | Najwyższa pozycja | Najwyższa pozycja | Najwyższa pozycja |
| Rok  | Tytuł                               | AUS               | AUT               | BEL               | CAN               | GER               | IRE               | NZ                | SPA               | SWE               | SWI               | UK                | US                |
| ---- | ----------------------------------- | ----------------- | ----------------- | ----------------- | ----------------- | ----------------- | ----------------- | ----------------- | ----------------- | ----------------- | ----------------- | ----------------- | ----------------- |
| 2010 | „Everybody Hurts” (pomoc dla Haiti) | 28                | 23                | 101               | 59                | 16                | 1                 | 17                | 39                | 21                | 16                | 1                 | 121               |

### Inne notowane utwory
| Rok  | Tytuł                               | Najwyższa pozycja | Najwyższa pozycja | Najwyższa pozycja | Najwyższa pozycja | Najwyższa pozycja | Najwyższa pozycja | Najwyższa pozycja | Najwyższa pozycja | Album          |
| Rok  | Tytuł                               | AUS               | IRE               | BEL               | DEN               | NLD               | NZ                | SWE               | UK                | Album          |
| ---- | ----------------------------------- | ----------------- | ----------------- | ----------------- | ----------------- | ----------------- | ----------------- | ----------------- | ----------------- | -------------- |
| 2007 | „All Out of Love” (z Delta Goodrem) | –                 | –                 | –                 | –                 | –                 | –                 | 31                | –                 | The Love Album |
| 2007 | „Hard To Say I’m Sorry”             | –                 | –                 | –                 | –                 | –                 | –                 | –                 | 135               | Home B-side    |
| 2007 | „I’m Already There”                 | –                 | 47                | –                 | –                 | –                 | –                 | –                 | 62                | Back Home      |

## DVD
| - 2000: Flying Without Wings Karaoke - 2000: Coast To Coast – Up Close And Personal - 2001: Uptown Girl - 2002: World Of Our Own - 2002: Unbreakable – The Greatest Hits Vol. 1 - 2007: Back Home - 2009: The Karaoke Collection | - 2001: Where Dreams Come True - 2003: Unbreakable – The Greatest Hits Tour - 2004: The Turnaround Tour - 2005: The Number Ones Tour - 2006: Face to Face – Live at Wembley - 2008: 10 Years Of Westlife – Live at Croke Park - 2010: Live in O2 Arena | - 1999: The Westlife Story - 2002: Westlife – The Complete Story |